# Le Roman d'un chanteur
Pour les articles homonymes, voir Metropolitan.
Pour plus de détails, voir Fiche technique et Distribution.
Le Roman d'un chanteur (Metropolitan) est un film américain réalisé par Richard Boleslawski sorti en 1935.

## Synopsis
Le film dépeint la vie des jeunes de la haute société newyorkaise dans les quartiers de Manhattan et Long Island. 

## Fiche technique
- Titre original : Metropolitan
- Titre français : Le Roman d'un chanteur
- Réalisation : Richard Boleslawski
- Scénario : Bess Meredyth, Bess Meredyth et George Marion Jr.
- Production : Darryl F. Zanuck
- Photographie : Rudolph Maté et George Schneiderman (non crédité)
- Montage : Barbara McLean
- Costumes : Arthur M. Levy
- Son : Roger Heman Sr. Paul Neal
- Musique : Alfred Newman
- Production : Joseph M. Schenck et William Goetz
- Durée : 74 minutes (1h14)
- Format : Noir et blanc
- Date de sortie :
  - États-Unis : 17 octobre 1935

## Distribution
- Lawrence Tibbett : Thomas Renwick
- Virginia Bruce : Anne Merrill Beaconhill
- Alice Brady : Ghita Galin
- Cesar Romero : Niki Baroni
- Thurston Hall : T. Simon Hunter
- Luis Alberni : Ugo Pizzi
- George Marion Sr. : Papa Perontelli
- Adrian Rosley : M. Tolentino
- Christian Rub : Weidel
- Franklyn Ardell : Marco
- Etienne Girardot : Nello
- Jessie Ralph : la femme de ménage
- Adrian Morris (non crédité) : un électricien